# Лемон (река)
Лемон (англ. Lemon) — река в графстве Девон, Юго-Западная Англия. Берёт начало в юго-западной части вересковых пустошей Дартмура, близ скалистой вершины Хэйтор. Впадает в реку Тэйн в городе Ньютон-Эббот. Длина реки — 16 км.
Сливается с рекой Сиг и Лэнгуорти-Брук в деревушке Сигфорд. Проходит село Бикингтон. Ниже к реке присоединяется р. Кэстор-Брук. Далее течёт по лесистой местности в долине Брэдли-Волли, мимо особняка Брэдли и через город Ньютон-Эббот, где, протекая по 400-метровому тоннелю под центром города, впадает в р. Тэйн прямо перед тем, как та разливается в эстуарий.

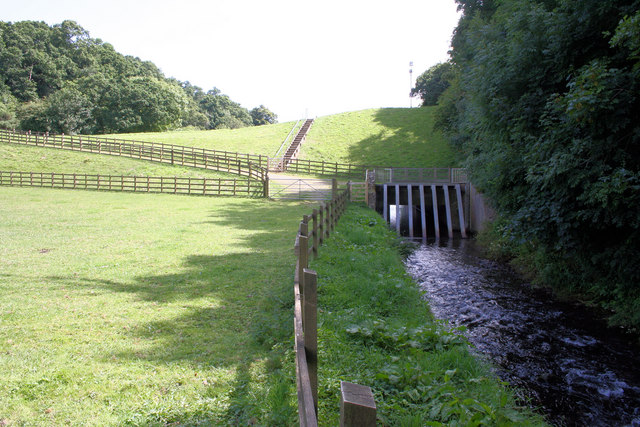
Холбимская дамба (вид по направлению течения). При угрозе наводнений шлюз закрывается, ограничивая водный поток, а водные массы накапливаются в водохранилище, обустроенном выше по течению реки.

Лемон вызывала несколько серьёзных потопов в Ньютон-Эбботе. Наиболее примечательные: 19 декабря 1853 г., 14 ноября 1894 г., 6 августа 1938 г. и 27 декабря 1979 г. Для предотвращения наводнений в 1982 году в Холбиме, чуть ниже слияния с Кэстор-Брук, была построена дамба и водохранилище для предотвращения паводков. По состоянию на февраль 2011 года наводнения не повторялись.
Название реки происходит от кельтского слова Limen, означающего вяз (англ. elm). Название можно трактовать, как вязовая река или болотистая река.